# Kommunikative Sozialforschung
Kommunikative Sozialforschung bezeichnet eine Methodologie der empirischen Sozialforschung, in deren Zentrum die Auffassung steht, dass soziale Wirklichkeiten kommunikativ konstituiert werden und ihre Erforschung deshalb mittels kommunikativer Methoden erfolgen soll.
Der Begriff der kommunikativen Sozialforschung wurde in den 1970er Jahren von der Arbeitsgruppe Bielefelder Soziologen (Joachim Matthes, Werner Meinefeld, Fritz Schütze, Werner Springer, Ansgar Weymann und Ralf Bohnsack) eingeführt. Durch den Begriff sollte deutlich gemacht werden, dass die Teilnahme an Kommunikationsprozessen, ihre Beobachtung und Analyse als gemeinsames Strukturelement ihrer Methoden verstanden wurde und der Forschungsprozess dementsprechend kommunikativ gestaltet werden sollte. Kommunikativ heißt dabei als Gespräch mit entsprechenden Rückkopplungsmöglichkeiten und selbstreflexiven Phasen. Damit widerspricht die Kommunikative Sozialforschung dem Anspruch der traditionellen Sozialforschung, nur die distanzierte Beobachtung als Medium des Erkenntnisgewinns gelten zu lassen. Theoretisch orientierten sich die Bielefelder Soziologen am symbolischen Interaktionismus, der Wissenssoziologie und der Ethnomethodologie. Von diesen Ansätzen übernahmen sie auch das methodische Instrumentarium bestehend aus teilnehmender Beobachtung, Krisenexperiment, Methode der dokumentarischen Interpretation und Analyse natürlicher Kommunikationssituationen. Eigene Methoden entwickelten sie nicht.
Seitdem wurden eine Reihe von Methoden entwickelt, die den kommunikativen Charakter von Sozialforschung betonen und in einzelnen Phasen des Forschungsprozesses zu nutzen versuchen (z. B. dialogische Forschungsmethoden, kommunikative Validierung). Mittlerweile liegen auch Ansätze vor, mit denen sich alle Phasen des Forschungsprozesses – von der Konstitution von Forschungssystemen über Datenerhebung, -dokumentation und -auswertung, Rückkopplung der Ergebnisse bis hin zu ihrer Präsentation – kommunikativ gestalten lassen (Giesecke/Rappe-Giesecke).